# Grupa Armii H
Grupa Armii H – niemiecka grupa armii podczas II wojny światowej.

## Utworzenie i walki
Utworzona 11 listopada 1944 roku na obszarze Holandii. W toku operacji prowadzonych przez 21 Grupę Armii w marcu 1945 roku została okrążona i zniszczona. Resztki jej wojsk, jako Naczelne Dowództwo Północno-Zachodnie (od kwietnia 1945), skapitulowało w maju 1945.

## Dowódcy grupy
- listopad 1944: Kurt Student
- styczeń 1945: Johannes Blaskowitz
- kwiecień 1945: Ernst Busch

## Skład w grudniu 1944
- 607 pułk łączności
- 1 Armia Spadochronowa
- 15 Armia

## Skład w styczniu 1945
- 607 pułk łączności
- 1 Armia Spadochronowa
- 25 Armia